# Carsten Heymann
Carsten Heymann (Sebnitz, 7 de enero de 1972) es un deportista alemán que compitió en biatlón. Ganó dos medallas de plata en el Campeonato Mundial de Biatlón, en los años 1997 y 1998, y seis medallas en el Campeonato Europeo de Biatlón entre los años 1996 y 2005.

## Palmarés internacional
| Campeonato Mundial | Campeonato Mundial      | Campeonato Mundial | Campeonato Mundial |
| Año                | Lugar                   | Medalla            | Prueba             |
| ------------------ | ----------------------- | ------------------ | ------------------ |
| 1997               | Osrblie (Eslovaquia)    | Medalla de plata   | Equipo             |
| 1998               | Hochfilzen (Austria)    | Medalla de plata   | Equipo             |
| Campeonato Europeo |                         |                    |                    |
| Año                | Lugar                   | Medalla            | Prueba             |
| 1996               | Val Ridanna (Italia)    | Medalla de bronce  | Relevo             |
| 2002               | Kontiolahti (Finlandia) | Medalla de oro     | Relevo             |
| 2002               | Kontiolahti (Finlandia) | Medalla de plata   | Velocidad          |
| 2002               | Kontiolahti (Finlandia) | Medalla de plata   | Persecución        |
| 2004               | Minsk (Bielorrusia)     | Medalla de oro     | Relevo             |
| 2005               | Novosibirsk (Rusia)     | Medalla de bronce  | Relevo             |